# V480 Возничего
V480 Возничего (лат. V480 Aurigae) — одиночная переменная звезда в созвездии Возничего на расстоянии (вычисленном из значения параллакса) приблизительно 11400 световых лет (около 3495 парсеков) от Солнца. Видимая звёздная величина звезды — от +17,9m до +15,2m.

## Характеристики
V480 Возничего — красная углеродная пульсирующая переменная звезда, мирида (M) спектрального класса C. Эффективная температура — около 3298 K.